# Rester vertical
Rester vertical is een Franse film uit 2016, geschreven en geregisseerd door Alain Guiraudie. De film ging op 12 mei in première op het filmfestival van Cannes in de competitie voor de Gouden Palm.

## Verhaal
Léo, een filmmaker is op zoek naar een wolf in het zuiden van Frankrijk. Daar ontmoet hij de vrijgevochten herderin Marie, die hem verleidt. Negen maanden later wordt hun kind geboren. Marie krijgt een postnatale depressie en laat Léo en de baby alleen achter. Leo probeert zich staande te houden tijdens een reeks onverwachte gebeurtenissen en ontmoetingen. Ondertussen zoekt hij naar inspiratie voor een nieuwe film.

## Rolverdeling
| Acteur              | Personage  |
| ------------------- | ---------- |
| Damien Bonnard      | Léo        |
| Raphaël Thiéry      | Jean-Louis |
| Basile Meilleurat   | Yoan       |
| India Hair          | Marie      |
| Cristian Bouillette | Marcel     |
| Laure Calamy        | Mirande    |